# Epsilon-Geminiden
Bei den Epsilon-Geminiden handelt es sich um einen Meteorstrom, welcher in der zweiten Oktoberhälfte beobachtbar ist. Der Radiant befindet sich etwa 15 Grad westlich vom Stern Pollux. Während des gesamten Aktivitätszeitraumes besitzen die Epsilon-Geminiden nur eine geringe Aktivität.
Da zur selben Zeit die Orioniden aktiv sind, deren Radiant sich etwa 15 Grad südlich befindet, benötigt man ein wenig Erfahrung, um die Meteore dieser beiden Meteorströme auseinanderzuhalten.